# Jean Roth
Jean Roth (født 3. marts 1924 i Le Havre, død 2019) var en cykelrytter fra Schweiz. Hans foretrukne disciplin var banecykling, hvor han var deltager ved de olympiske lege i 1948.
Roth deltog i 86 seksdagesløb, hvor han vandt de 16. Blandt sejrene var løbet i Aarhus i 1956, og ved Københavns seksdagesløb i 1957 med makkeren Fritz Pfenninger.